# Norwood (Kentucky)
Norwood és una població dels Estats Units a l'estat de Kentucky. Segons el cens del 2000 tenia 395 habitants.

## Demografia
Segons el cens del 2000, Norwood tenia 395 habitants, 156 habitatges, i 114 famílies. La densitat de població era de 1.270,9 habitants/km².
Dels 156 habitatges en un 33,3% hi vivien nens de menys de 18 anys, en un 62,8% hi vivien parelles casades, en un 7,1% dones solteres, i en un 26,9% no eren unitats familiars. En el 22,4% dels habitatges hi vivien persones soles el 7,1% de les quals corresponia a persones de 65 anys o més que vivien soles. El nombre mitjà de persones vivint en cada habitatge era de 2,53 i el nombre mitjà de persones que vivien en cada família era de 2,97.
Per edats la població es repartia de la següent manera: un 27,1% tenia menys de 18 anys, un 4,8% entre 18 i 24, un 26,6% entre 25 i 44, un 27,3% de 45 a 60 i un 14,2% 65 anys o més.
L'edat mediana era de 40 anys. Per cada 100 dones de 18 o més anys hi havia 94,6 homes.
La renda mediana per habitatge era de 65.833 $ i la renda mediana per família de 71.250 $. Els homes tenien una renda mediana de 61.406 $ mentre que les dones 31.923 $. La renda per capita de la població era de 29.092 $. Entorn del 5,5% de les famílies i el 4,4% de la població estaven per davall del llindar de pobresa.

## Poblacions més properes
El següent diagrama mostra les poblacions més properes.